# Festus (Missouri)
Pour les articles homonymes, voir Festus.
Festus est une ville du Missouri, dans le comté de Jefferson aux États-Unis.